# Šekib Mujanović
Šekib Mujanović (* 10. Juli 1969 in Brčko, Jugoslawien) ist ein bosnischer Turbo-Folk Sänger.

## Leben und Karriere
Šekib Mujanović wuchs in einfachen Verhältnissen in einer Arbeiterfamilie auf. Schon in seiner Kindheit begann er, sich für die Musik zu interessieren. Seine ersten Auftritte hatte er bereits in der Hauptschule beim Festival „Mladi graditelji“. Nach Abschluss seines Grundwehrdienstes gründete Šekib Mujanović seine Band „Nirvana“, mit welcher er bereits lokale Erfolge verbuchen konnte.
Nebenbei begann er ein Studium an der Veterinärmedizinischen Fakultät in Sarajevo, welches er jedoch auf Anraten eines Freundes 1992 abbrach und nach Österreich umzog. In Österreich arbeitete er bis 1998 mit der „Didi Midi“-Band zusammen, ehe er im selben Jahr mit den Aufnahmen zu seinem ersten Studioalbum begann. Gleichzeitig lernte er den Produzenten des Plattenlabels „In Takt Records“, Suad Jukić Šule kennen, mit dem er schließlich zusammenarbeitete und sein erstes Album veröffentlichte („Čovjek bez adrese“).
2002 brachte er sein zweites Studioalbum heraus, bei dem ihn erneut Jukić Šule unterstützte.
2006 kam sein bisher erfolgreichstes Album "Usne od paučine" heraus. Die Texte stammen überwiegend aus der Feder von Rasim Korajac, einem langjährigen Freund von Mujanović.
Sein letztes Album brachte er im Frühjahr 2011 heraus („Poželim“).

## Diskografie

### Alben
- 1999: Čovjek bez adrese
- 2002: Ostaje mi sevdalinka
- 2006: Usne od paučine
- 2009: Bekrija i dama
- 2011: Poželim

### Live-Alben
- 2022: Kafansko vece

### Singles (Auswahl)
- 2011: Što me nisi upucala mala
- 2011: Poželim

| Personendaten    | Personendaten      |
| ---------------- | ------------------ |
| NAME             | Mujanović, Šekib   |
| KURZBESCHREIBUNG | bosnischer Musiker |
| GEBURTSDATUM     | 10. Juli 1969      |
| GEBURTSORT       | Brčko              |